# Aromämne
Aromämnen eller aromer används för att ge smak och även lukt åt livsmedel, samt i diverse andra tillämpningar. Aromämnet är ett kemiskt ämne som har aromgivande egenskaper, ofta en flyktig alifatisk eller aromatisk förening. Aromämnen kan förekomma i parfymer och mat bland annat.
Gruppen aromer består av:
- Naturliga aromämnen, som extraheras direkt ur bär eller frukt etc, genom exempelvis destillation. Naturliga aromer måste innehålla minst 95 procent av det livsmedel som aromen hänvisar till.[2]
- Aromberedningar, som inte är aromämnen men har framställts av livsmedel eller vegetabiliskt, animaliskt eller mikrobiologiskt material med hjälp av fysikaliska, enzymatiska eller mikrobiologiska processer.
- Värmereaktionsaromer, som framställts genom upphettning av en blandning av ingredienser, som innehåller kväveföreningar och sockerarter.
- Rökaromer, som framställs genom fraktionering och rening av kondenserad rök.
- Övriga aromer

De tidigare beteckningarna "naturidentiska aromämnen" och "syntetiska aromämnen" används inte längre.
Alla aromämnen som är godkända inom EU förtecknas i EU-förordningen 1334/2008.

## Exempel på aromämnen

### Alkoholer
- Bensylalkohol
- Etylmaltol
- Furaneol
- 1-Hexanol
- Mentol

### Aldehyder
- Aldehyd C 14
- Aldehyd C 16
- Aldehyd C 18
- Anisaldehyd
- Bensaldehyd
- Citral
- Dekylaldehyd
- Etylvanillin
- Hydroxycitronellal
- Kanelaldehyd
- Lyral
- Metaldehyd
- Vanillin

### Terpener
- Rotundon